# کارل راینهولد آوگوست ووندرلیش
کارل راینهولد آوگوست ووندرلیش (آلمانی: Carl Reinhold August Wunderlich؛ ۴ اوت ۱۸۱۵ – ۲۵ سپتامبر ۱۸۷۷) روان‌پزشک و استاد دانشگاه اهل آلمان بود.
شهرت او به‌واسطه تعیین میانگین دمای بدن انسان به میزان ۳۷ درجهٔ سانتی‌گراد است که البته امروزه میزان دقیق آن را ۳۶٫۸ درجهٔ سانتی‌گراد می‌دانند.
وی دانش‌آموختهٔ رشتهٔ پزشکی در دانشگاه توبینگن بود و پس از گذراندن دورهٔ تخصص «بیماری‌های داخلی»، در ۱۹۴۰ به درجه شایستگی علمی رسید.